# Milo van Croton
Milo van Croton (Grieks: Μίλων of Μίλωνος) (rond 556 v.Chr - na 510 v.Chr.) was de beroemdste worstelaar, die in de Griekse literatuur wordt genoemd. Hij leefde in Croton (vandaag Crotone in Calabrië, Zuid-Italië) en was een tijdgenoot en aanhanger van de filosoof Pythagoras van Samos. Hij speelde een belangrijke rol in de politiek van de stad Croton en was een succesvol legeraanvoerder in de oorlog tegen Sybaris. Hij werd door zijn fans als de reïncarnatie van Herakles gezien.

## Leven
Milo was de zoon van de verder onbekende Diotimos. Hij behaalde zijn eerste Olympische overwinning in zijn discipline, het worstelen, bij de junioren bij de 60ste Olympische Spelen in het jaar 540 v.Chr; dat betekent dat hij rond 556 v.Chr. geboren moet zijn. Zijn eerste Olympische overwinning bij de senioren behaalde hij tijdens 62e Spelen in 532 v.Chr.; in de periode 532-516 v.Chr. zegevierde hij vijf keer op rij. Hij was dus in totaal zes keer (waarbij 1 keer als junior) Olympisch kampioen. Bij de Pythische Spelen in Delphi, die net zoals de Olympische Spelen om de vier jaar plaatsvonden, zegevierde hij zeven keer (ook hier de eerste keer als junior). Een andere overlevering geeft zes overwinningen aan, maar het waren waarschijnlijk zeven.
Bij de Isthmische Spelen, die om de twee jaar werden gehouden, won hij tien keer en bij eveneens tweejaarlijkse Nemeïsche Spelen negen keer. Zo ontving hij in totaal zes keer de titel van Periodonikes. Deze titel werd verleend aan sporters die in een vierjarige cyclus in alle vier de Panhelleense Spelen hadden gezegevierd. Milo was de eerste Periodonikes wiens naam is overgeleverd. Ook is hij de enige Periodonikes uit de klassieke oudheid die deze prestatie zes keer leverde. Hij miste zijn zevende Periodonikes, omdat hij in in het jaar 512 in de Olympische finale verloor van zijn jongere stadsgenoot Timasitheos van Croton. Deze wedstrijd schijnt onbeslist te zijn gebleven.
In het jaar 510 v.Chr. brak er een oorlog uit tussen Croton en Sybaris, nadat de Crotonen hadden geweigerd om Sybaritische vluchtelingen uit te leveren. Pythagoras, die op dat moment in Croton leefde en tot wiens aanhangers - de Pythagoreërs - Milo telde, pleitte voor een harde houding tegenover Sybaris. De Crotonen stelden Milo tot legeraanvoerder aan, hetgeen aangeeft dat hij een prominente politieke rol in de Raad van Duizend speelde. Hij behaalde een beslissende overwinning, Sybaris werd ingenomen en geplunderd. Dit is het laatste overgeleverde bericht uit het leven van Milo van Croton. Wanneer en hoe hij stierf is niet bekend.
Nog lange tijd na zijn dood was Milo's huis een verzamelpunt voor de Pythagoreërs van Croton. Bij anti-pythagoreïsche rellen in het midden of de tweede helft van de 5e eeuw v.Chr. werd zijn huis in brand gestoken.
Een dochter van Milo trouwde met de beroemde arts Democedes, die zijns ondanks de persoonlijke lijfarts van de Perzische koning Darius I was geweest en die na zijn ontsnapping was teruggegaan naar Croton, waar hij was opgegroeid.

## Sportieve carrière
Hij stond bekend om zijn vleesdieet. Van hem werd gezegd dat hij elke dag een rund opat. Natuurlijk is dit moeilijk te geloven, maar deze krachtpatser zal in zijn tijd wel grote indruk gemaakt hebben en dat maakt dat antieke auteurs dit zo hebben beschreven. Milo van Croton heeft zes keer het worstelen tijdens de Olympia gewonnen, namelijk in 540, 532, 528, 524, 520 en 516 voor Christus. Vele tegenstanders van Milo van Croton trokken zich dan ook bij voorbaat terug. Milo van Croton won dan aknoite, zonder door het stof te gaan. Op een keer struikelde hij op weg naar de prijsuitreiking, waarop men in het publiek grapte dat hij ditmaal wel degelijk "door het stof was gegaan". Milo wordt beschouwd als de beste worstelaar aller tijden.

## Voetnoten
1. ↑  Ervan uitgaande dat hij ongeveer zestien was toen hij zijn eerste juniorentitel behaalde
2. ↑  Joachim Ebert: Griechische Epigramme auf Sieger an gymnischen und hippischen Agonen (Griekse epigrammen op winnaars op gymnischen en hippischen agonen, Berlijn 1972, blz. 182
3. ↑  Ebert blz. 182f.; Wolfgang Decker: Sport in der griechischen Antike (Sport in de Griekse oudheid), München 1995, blz. 132
4. ↑  Kurt von Fritz: Pythagorean politics in Southern Italy (Pythagoreïsche politiek in Zuid-Italië), New York 1940, blz. 88. Domenico Musti oordeelt anders: Le rivolte antipitagoriche e la Concezione pitagorica del tempo, in: Quaderni Urbinati di Cultura Classica NS 36 (1990) blz. 43ff., 60. Hij is van mening dat de vermelding van Milo's huis duidt op een gewelddadige confrontatie nog tijdens Milo's leven.

- Gemeinsame Normdatei: 10239962X
- Library of Congress Control Number: n2016011560
- Système universitaire de documentation: 193423693
- Virtual International Authority File: 42230423
- WorldCat: E39PBJbtwc6TY6cfQqffPHrpfq